# Axel Rudi Pell
Axel Rudi Pell (nascut el 27 de juny de 1960) és un guitarrista alemany de heavy metal. Començà la carrera amb la banda Steeler (1984-1988), i a partir de 1989 endegà el seu projecte personal, anomenat simplement Axel Rudi Pell. En aquest projecte hi haun tocat músics de primer nivell com els bateries Jörg Michael i Mike Terrana, o els cantants Rob Rock, Jeff Scott Soto i Johnny Gioeli (Hardline). Axel Rudi Pell hi practica un heavy metal d'estil molt clàssic i melòdic, sempre amb un gran espai per al lluïment de la guitarra solista i un considerable èmfasi en les balades (tal com ho mostren les tres recopilacions de balades que ha publicat).

## Membres de la banda

### Membres actuals
- Axel Rudi Pell (guitarra rítmica i solista)
- Johnny Gioeli (veu)
- Mike Terrana (bateria)
- Ferdy Doernberg (teclats)
- Volker Krawczak (baix)

### Membres anteriors

#### Veu
- Charlie Huhn (1989)
- Rob Rock (1991)
- Jeff Scott Soto (1992-1997)

#### Baix
- Jörg Deisinger (1989)
- Thomas Smuszynski (1989)

#### Bateria
- Jörg Michael (1989-1998)

#### Teclats
- Georg Hahn (1989)
- Rüdiger König (1989)
- Kai Raglewski (1991-1992)
- Julie Greaux (1993-1996)
- Christian Wolff (1997)

## Discografia

### Amb Steeler
- Steeler (1984)
- Rulin' the Earth (1985)
- Strike Back (1986)
- Undercover Animal (1988)

### Amb Axel Rudi Pell (en solitari)

#### Discos d'estudi
- Wild Obsession (1989)
- Nasty Reputation (1991)
- Eternal Prisoner (1992)
- Between the Walls (1994)
- Black Moon Pyramid (1996)
- Magic (1997)
- Oceans of Time (1998)
- The Masquerade Ball (2000)
- Shadow Zone (2002)
- Kings and Queens (2004)
- Mystica (2006)
- Diamonds Unlocked (2007)
- The Crest (2010)
- Circle of the Oath (2012)
- Into the Storm (2014)
- Game of Sins (2016)
- Knights Call (2018)
- Sign of the Times (2020)[1]
- Diamonds Unlocked II (2021)
- Lost XIII (2022)
- Risen Symbol (2024)

#### Recopilatoris
- The Ballads (1993)
- The Ballads II (1999)
- The Wizard's Chosen Few (2000)
- The Ballads III (2004)

#### Discos en directe
- Made in Germany (1995)
- Knights Live (2002)

#### DVDs
- Knight Treasures (Live and More) (2002)